# Resursbaserad ekonomi (BNP)
En resursbaserad eller naturresursbaserad ekonomi är ett lands ekonomi vars bruttonationalinkomst eller bruttonationalprodukt till stor del kommer från naturresurser.

## Exempel
Ekonomierna i Gulfstaternas samarbetsråd, GCC, länder som Saudiarabien, Kuwait och Qatar är starkt beroende av export av olja och gas.
Surinams export av bauxit står för mer än 15 % av BNP och 70 % av exportintäkterna.
Av den ryska exporten består mer än 80 % av olja, naturgas, metaller och virke. Eftersom Ryssland har en resursbaserad ekonomi är den mest beroende av fluktuationerna i efterfrågan och priserna på olja och gas.
Norges export av olja och gas utgör 45 % av den totala exporten och mer än 20 % av BNP.